# Commerce Casino
El Commerce Casino es un salón de juegos (en inglés cardroom), ubicado en un barrio de Los Ángeles llamado Commerce. Con más de 240 mesas, Commerce Casino es la sala de juego más grande del mundo. Establecido en 1983, el casino representó el 38 % de los ingresos fiscales para el año fiscal de 2006-2007. A partir de 2016, el casino proporcionaba 22 millones de dólares al año en concepto de tarifas de licencia a la ciudad.
Además de la sala de juego principal, el complejo Commerce Casino incluye un hotel, el Crowne Plaza, con 200 habitaciones de servicio completo, que alberga restaurantes, un centro de spa, un salón de belleza, piscina y solárium, salas de banquetes, tiendas y entretenimiento. El Commerce también alberga varios restaurantes y eventos de boxeo en vivo, MMA y lucha libre profesional. Commerce Casino abrió una sala de juegos con temática de Playboy en 2014.

## Juegos de póquer
El Commerce Casino ofrece una variedad amplia de juegos de póquer de fixed limit, pot limit y no limit.
El casino dispone de más juegos de Texas hold 'em que cualquier otro casino en el mundo. Los juegos con límites de 1-2 y 2-4 tienen lugar en la sala de baile superior, mientras que los de 3-6, 4-8 y 9-18 se juegan en la planta principal, con los juegos de fixed limit más grandes disponibles en el hotel. Los juegos de Texas hold 'em de no limit tienen compras empezando desde $40 en adelante. 
Los botes por bad beat (mano fuerte perdedora) pueden llegar hasta las seis cifras. Las cantidades de los botes se doblan en ciertos momentos durante la semana. A diario, entre las 11am-12pm, 7am-8pm y 1am-3am el Commerce Casino ofrece un Súper Bote de 100 000 $ para Hold 'em.
Los jugadores pueden invitar a otros miembros de partidas privadas al Casino, y este proveerá asesoramiento durante las partidas, repartidores, barajas, fichas y aperitivos. Estos home games funcionan como partidas de dinero en directo y optan a los botes.

## Torneos de póquer
El Commerce Casino acoge varias series de torneos de póquer, entre las cuales se encuentran las siguientes:
- Los Angeles Poker Classic (Clásico de Póquer de Los Ángeles) – Un torneo anual que empieza en enero y termina a principios de marzo. Es el torneo más importante de Commerce del año, e incluye un evento del World Poker Tour, un evento del Professional Poker Tour y un evento para celebridades, el World Poker Tour Invitational.
- California State Poker Championship (El Campeonato de Póquer del Estado de California) – Un torneo anual, que se celebra cada septiembre desde 2003. Aunque al principio tenía lugar en junio, el torneo se trasladó para evitar solaparse con la Serie Mundial de Póquer.
- Heavenly Hold'em (Hold'em Divino) – Un torneo anual que tiene lugar en mayo. Es un torneo con compras más pequeñas donde todos los eventos son de Texas hold 'em.
- Holiday Bonus Tournament (Torneo Plus de las Vacaciones) – Un torneo anual que se celebra en diciembre.

## Juegos que no son de póquer
Commerce también ofrece Panguingue, No Bust Blackjack, Caribbean Stud Poker, Bacará del siglo XXI, Pai Gow Poker y Póquer Chino.